# 原創動畫錄影帶
OVA（日语：オリジナル・ビデオ・アニメーション；和製英語：original video animation），又稱原創動畫錄影帶，原是指以錄影帶、影碟首次發行的動畫影片，例如動畫劇集或動畫電影的續集或外傳作品，如今也能通过影片分享網站的形式收看。

## 概要
原創動畫錄影帶起初縮寫為OAV（original animation video），惟AV容易與影音（audio and video）及色情片（adult video）兩詞之縮寫混淆。OVA之用語最早出現在角川書店的《Newtype月刊》上，以後並形成主流。目前僅有學習研究社的Animedia雜誌、a1c. Co.公司的成人動畫使用OAV之用語。
在2010年前後，因DVD與BD等光碟媒體已取代VHS等磁帶媒體，亦有OAD（original animation DVD）之用語。該用語是講談社用於稱呼單行本初回限定版中附贈的動畫光碟，後泛指跟動畫或小說一起發售的動畫光碟。

## 歷史
最早之OVA可溯及1983年作為萬代子公司的Studio Pierrot所製作之《DALLOS》動畫。縱使當時錄影機尚不普及，也缺乏錄影帶租售店，但一套的價格仍超過1萬日幣。又此一時期動畫主要在電視上免費播放，劇場作品雖須至電影院付費觀賞，但也僅需電影票價格。在此之下要使高價的OVA普及化，錄影帶及其租售店普及之影響不容小覷。
為從銷售上回收製作費，多數OVA都由製作公司自行販售。OVA雖在1990年代的動畫占了重要地位，但此後發行數量卻逐漸下滑。原因為OVA之作品在DVD/BD媒體販賣前，經常已在核心局深夜節目、SKY PerfecTV! Premium Service與有線電視播放過，而此與「未放送、上映之作品首先在DVD/BD等媒體上販售」之定義相違背。
因為OVA是作為個人動畫迷購買的作品，故可依該群消費者之喜好製作。OVA並給動畫製作帶來新的變化。例如作為贊助者的玩具製造商也可能參與製作。加上不需準備每星期24分鐘的播送份量，以及電影的高昂製作費與宣傳費，因此多數的動畫工作室都競相製作OVA。其中，因OVA並非兒童動畫取向，而是以比較高年齡層為對象，因此受限於電視動畫之觀眾年齡層與喜好，無法製作或可能降低收視率的作品，在OVA中即可能出現。例如有些內容較不一般的作品，在無法製作電視動畫時，就可能選擇OVA的發行途徑，例如新谷薰等漫畫家。與在錄影帶租售店的18禁區陳列的成人動畫相同，OVA在1984年即已存在，而OVA的成功無疑也給電視動畫與劇場動畫帶來深刻影響。而比起電視動畫，因製作時間較久，OVA集數通常較少且發行間隔亦較長。目前集數最多的OVA是《銀河英雄傳說》，共110集。

## 型態及與電視動畫的關係
初期大多數的OVA與劇場動畫相同，收錄時間為60分鐘到90分鐘，價格約為9800日元到14800日元，且以單集完結之作品為主流。但之後作為電視動畫之續編與番外篇的OVA逐漸成為流行，OVA也改成如同電視動畫以30分鐘為一集，並分成數卷之系列作，價格則多落在5800日元左右。因OVA之原作多屬熱播之電視動畫，且在製作OVA時亦可能已將其電視動畫納入考慮，所以OVA也可能在電視上播出。但另一方面，電視動畫在播出不久後也會發行DVD/BD等媒體，因此OVA與電視動畫間仍存在曖昧關係。
伴隨著1995年電視動畫《新世紀福音戰士》的成功，也影響此一趨勢。《新世紀福音戰士》與過去一般動畫仰賴贊助者提供資金不同，而採取電視放映後發行收錄DVD的營利模式，在電視動畫的製作上採取類似OVA的型態。也因此其動畫的高品質獲得巨大成功，證明純觀眾取向的電視動畫可成為新商業模式，往後電視及劇場動畫紛採行製作委員會方式製作，純然定義下的OVA已經快速減少。
在2015年，許多作品於OVA發行前，已在衛星電視與有線電視上播出。因此觀眾取向的電視動畫，主要是在深夜動畫、UHF Anime及BS/CS Original Anime的播出也有事前宣傳的意味，但主要仰賴販賣收錄的DVD/BD光碟的OVA商業模式仍未改變。此外，在存在漫畫原作下，也有在漫畫單行本限定版附錄的OVA。其雖具可藉販售前之預約數，以估計產量的優點，但對讀者而言，因只透過書店流通方式限定生產，亦有若不在販售當時購入，往後可能難以取得之缺點。而與動畫相關之周邊商品也屬OVA獲利方式之一。

## 主要種類
由於在OVA發行前，作品已在WOWOW、獨立局或CS上先行播出。雖在最初播出時，可能沒有贊助者，但在播出後製作公司卻獲得廣大贊助的情形有之。另外，此先行播出亦可係為其後作品的宣傳，與假定播出時，尚不知該作品之觀眾可在其後購入OVA。
前者例如1988年押井守製作的機動警察OVA。因重視故事與設定，在內容上以架空世界、遠未來及近未來為舞台，也有頗受好評的特殊載具與武器等。雖當時相較於原作，動畫的製作人員較不出名，但在2015年現在於網路上的關注程度而言，動畫的評價未必較低。
後者例如袖珍女侍小梅。雖此作品在發行前已在電視播出，不完全符合嚴格的OVA定義。但作品內極其強調女性角色的乳房性徵，與男性主角從順的性格。加上女僕與水手服等穿著，對部分男性形成性的刺激。又部份之OVA也存在蘿莉、直接對性描寫，甚或包圍在女性角色間，無個性之男性主角的後宮型作品。以上要素與成人動畫雖有類似之處，但概念上仍屬不同。在電視動畫的表現規範愈趨嚴格下，OVA在性與暴力之描寫通常較為明顯。